# 楊敬賜
楊敬賜（1953年5月25日—），中華民國政治人物，前任新竹縣竹北市市長，曾任新竹縣議會議員，2014年以中國國民黨身分參選新竹縣議員，擔任兩屆竹北市市長。

## 學歷
- 萬能科技大學碩士
- 明新科技大學
- 新竹高工
- 竹北初中
- 竹北國小

## 參選第九屆新竹縣竹北市長選舉
2018年國民黨竹北市市長候選人楊敬賜以2萬敗給現任竹北市市長何淦銘。
| 號次 | 候選人 | 性別 | 政黨       | 得票數 | 得票率 | 當選標記 |
| ---- | ------ | ---- | ---------- | ------ | ------ | -------- |
| 1    | 何淦銘 | 男   | 無黨籍     | 47,284 | 58.47% |          |
| 2    | 陳榮燦 | 男   | 無黨籍     | 5,630  | 6.96%  |          |
| 3    | 楊敬賜 | 男   | 中國國民黨 | 27,957 | 34.57% |          |